# Nejepín
Nejepín település Csehországban, a Havlíčkův Brod-i járásban. Nejepín Vepříkov, Uhelná Příbram, Jilem és Chotěboř településekkel határos. Lakosainak száma 90 fő (2024. január 1.).

## Népesség
A település lakosságának változását az alábbi diagram mutatja:
| Lakosok száma | 276  | 222  | 235  | 160  | 105  | 57   | 65   | 70   | 66   | 90   |
|               | 1869 | 1900 | 1921 | 1961 | 1980 | 2011 | 2016 | 2019 | 2021 | 2024 |